# RV4a Ouest De Manneken Pis à Tchantchès
De RV4a Ouest De Manneken Pis à Tchantchès is een 118 km lange Rando Vélo-route in Wallonië en kort ook in de twee andere gewesten van België. De route is genoemd naar twee personages die symbool staan voor de twee steden waartussen de route loopt: Manneken Pis (Brussel) en Tchantchès (Luik). De route vormt het westelijk deel van de RV4. Samen met de RV4b (het oostelijk deel) is ze 225 km lang en verbindt ze Brussel met Duitsland. De RV4a volgt de taalgrens tussen Vlaanderen en Wallonië. De route is in 2 richtingen bewegwijzerd met blauw-gele markeringen.

## Traject
De route doorkruist het Brussels Hoofdstedelijk Gewest en de provincies Vlaams-Brabant, Waals-Brabant en Luik. In Brussel sluit de route aan op de EuroVel EV5, de LF Kunststedenroute, de RV1 en de RV10. In het Zoniënwoud bij Tervuren kruist de route de EuroVel EV5 en de LF Groene Gordelroute en iets verderop bij Duisburg kruist de route de LF Vlaanderenroute, de LF Heuvelroute en de LF Kunststedenroute. Na Ottenburg passeert de route de grens met Wallonië en loopt de RVU parallel mee tot Grez-Doiceau. Tussen Jodoigne en Huppaye loopt de route parallel met de RV2. Na Waremme wordt de stad Luik aan de Maas bereikt. De route kruist diverse rivieren, zoals de Maalbeek, de Woluwe, de IJse, de Dijle, de Grote Gete en de Kleine Gete. Ook voert de route over het Haspengouws Plateau. In Luik kan worden aangesloten op de EuroVelo EV3 Pelgrimsroute, de EuroVelo EV19 Maasfietsroute, de RV4b en de RV7.

## Aansluitingen met Europese routes
- In Brussel sluit de route aan op de EuroVelo EV5 Via Romea Francigena.
- In Tervuren kruist de route de EuroVelo EV5 Via Romea Francigena.
- In Luik sluit de route aan op de EuroVelo EV3 Pelgrimsroute en de EuroVelo EV19 Maasfietsroute.

## Aansluitingen met andere LF- of icoonroutes
- In Brussel sluit de route aan op de LF Kunststedenroute, de RV1 en de RV10.
- In Tervuren kruist de route de LF Groene Gordelroute.
- In Duisburg kruist de route de LF Vlaanderenroute, de LF Heuvelroute en de LF Kunststedenroute.
- Tussen Ottenburg en Grez-Doiceau loopt de route parallel met de RVU.
- Tussen Jodoigne en Huppaye loopt de route parallel met de [[RV2]].
- In Luik sluit de route aan op de RV4b en de RV7.

## Aansluitingen met regionale routes
- Op elk willekeurig punt kan gebruik worden gemaakt van het fietsroutenetwerk ter plaatse.
- Op diverse plaatsen kunnen de Gewestelijke fietsroutes opgepakt worden.
- Op diverse plaatsen kan de Groene Wandeling opgepakt worden.
- In Overijse kan de Brabantse Pijlroute opgepakt worden.
- In Grez-Doiceau kan de W2 La Véloroute de la Bière (regionale RAVeL-route) opgepakt worden.
- * In Luik kan de W7 Sur la route des Ardennes (regionale RAVeL-route) opgepakt worden.